# Clarence Waldo
Clarence Waldo   (Hammond, 21 de gener de 1852 - Bridgeport, 1 d'octubre de 1926) va ser un matemàtic estatunidenc.

## Vida i Obra
Waldo es va graduar el 1875 a la universitat Wesleyana (Connecticut) sota la direcció de John Monroe Van Vleck i va obtenir el doctorat a la universitat de Syracuse el 1894.
Va ser professor de les universitats Wesleyana (1877-1881), institut tecnològic Rose de Terre Haute, Indiana (1883-1891), DePauw de Greencastle (Indiana) (1891-1895), Purdue (1895-1908) i universitat Washington a Saint Louis (1908-1917), en la qual es va retirar el 1917. Després de deixar la docència va continuar sent actiu a la ciutat de Nova York a les oficines d'ensenyament.
Els seus treballs més notables va ser en matemàtiques aplicades a l'enginyeria, havent escrit uns quants llibres de text notables en aquest àmbit.
Waldo és recordat, sobre tot, per haver estat qui va convencer el 1897 els legisladors de l'estat d'Indiana de que aparquessin un projecte de llei en el qual s'establia el valor del nombre Pi en 3,232, tot i que també hi va haver altres raons polítiques. Hagués estat el primer cas en què una veritat matemàtica s'establia per decret.